# Bataille du cap Teulada
Seconde Guerre mondiale
Batailles
1940
- Vado
- Siège de Malte
- Club Run
- Convoi Espero
- Mers el-Kébir
- Punta Stilo
- Cap Spada
- Hurry
- Cap Passero
- MB.8
- Tarente
- Détroit d'Otrante
- White
- Cap Teulada

1941
- Excess
- Convoi AN 14
- Grog
- Abstention
- Baie de La Sude
- Cap Matapan
- Îles Kerkennah
- Crète
- Galite
- Substance
- Halberd
- Convoi Duisburg
- Cap Bon
- Syrte (1941)
- Rade d'Alexandrie

1942
- Syrte (1942)
- Calendar
- Bowery
- Albumen
- Harpoon
- Vigorous
- Pedestal
- Agreement
- Torch
- Stoneage
- Sabordage de la flotte française à Toulon
- Portcullis
- Banc de Skerki
- Olterra (navire auxiliaire)
- Raid sur Alger

1943
- Zouara
- Convoi de Cigno
- Convoi de Campobasso
- Corkscrew
- Husky
- Gela
- Scylla
- Pietracorbara
- Dodécanèse
  - Rhodes
  - Leros
  - Kos
- Convoi KMF-25A

1944
- Ist
- Raid sur Santorin
- Raid sur Symi
- Port-Cros
- La Ciotat
- Île de Pag

1945
Mer Ligure
- Convois alliés
  - convois de Malte
- Campagne des U-boote
- Campagne adriatique

La bataille du Cap Teulada, qui a eu lieu entre le 27 et le 28 novembre 1940 au large de la ville de Teulada (Sardaigne), fut une confrontation entre le Royaume-Uni et l'Italie lors de la Seconde Guerre mondiale. Aucun des deux camps n'a remporté de nette victoire, bien que les Italiens aient atteint leur objectif en empêchant les Britanniques de rejoindre Malte.

## Raison de l’attaque
Dans la nuit du 11 au 12 novembre, les Britanniques avaient immobilisé ou détruit la moitié des cuirassés de la Regia Marina durant la bataille de Tarente. Jusqu'à cette date les Italiens avaient laissé leur flotte au port l'utilisant comme une menace contre les convois et les navires britanniques. Après cette attaque, réalisant que leur flotte n'était pas plus en sécurité au port qu'au combat, les Italiens commencèrent à utiliser leurs unités restantes.
Le 17 novembre, la flotte italienne, comprenant deux cuirassés (Vittorio Veneto et Giulio Cesare) et un certain nombre d'autres unités, était sur le point d'intercepter des croiseurs et deux porte-avions (les HMS Ark Royal et Argus) de la Royal Navy, en partance pour livrer des avions à Malte (l'opération Blanche). Le convoi britannique, prévenu de leur approche, fit immédiatement demi-tour et revint à Gibraltar, en envoyant plusieurs avions (2 Blackburn Skua et 12 Hawker Hurricane) prématurément. Par conséquent, neuf avions (1 Blackburn Skua et 8 Hawker Hurricane) ont été perdus en mer par manque de carburant, avant d'atteindre leur destination. Sept aviateurs périrent.

### Opération Collar
Cette intervention italienne, empêchant le renfort aérien de Malte, contraria sérieusement les plans britanniques pour le prochain convoi à destination de Malte (opération Collar). Ce dernier fut alors reformé avec beaucoup plus d'appui, par la venue de navires de guerre de Gibraltar (la Force H) et d'Alexandrie (la Force D). Le convoi en provenance de Gibraltar fut repéré par les Italiens, qui prirent de nouveau la mer afin de l'intercepter.

## Déroulement

### Mort d'Henri Guillaumet
Au cours de la bataille, le pilote français Henri Guillaumet, effectuant la liaison Marignane-Beyrouth, aux commandes du quadrimoteur Farman, F 2234 no 3 Le Verrier immatriculé F-AROA, est abattu par la chasse italienne. Il convoyait Jean Chiappe, promu par le maréchal Pétain nouveau haut-commissaire de France au Levant pour la Syrie, et le capitaine Nicolas, attaché de cabinet du préfet. L'avion avait un équipage de cinq personnes. Le Farman est abattu à 12 h 05, alors qu'il vole au-dessus de la Méditerranée, à environ, 90 kilomètres des côtes africaines, et alors qu'il était facilement identifiable à ses « bandes d'armistice » orange imposées par les Allemands. Les stations d'écoute de Tunisie captent les derniers signaux de morse lancés par l'opérateur radio : « Sommes mitraillés ! Avion en feu ! SOS ! SOU… » (en signal morse, le « S » étant signifié par trois points courts, et le « U » par deux points courts et un trait long, on comprend que le radiotélégraphiste s'est écroulé sur son poste tandis qu'il appuyait sur la touche du manipulateur). Dans l'après-midi, Radio Rome confirme le combat et la chute d'un gros avion inconnu. Dès le lendemain, le gouvernement du régime de Vichy, par le biais du vice-président du conseil Pierre Laval, émet de vives protestations auprès du gouvernement britannique, accusant un de leurs pilotes d'avoir abattu l'avion civil, ce qui permettra à cette thèse de rester pour longtemps la seule officielle, Chiappe pouvant avoir représenté une menace pour les intérêts britanniques au Proche-Orient. 
Pourtant, un opérateur de la station de radiogoniométrie de Tunis, resté à l'écoute au-delà de l'ultime message de l'avion, avait, le jour même, identifié certaines communications des pilotes italiens rentrant à leur base, l'un d'eux annonçant avoir « abattu un gros appareil inconnu ». Cette hypothèse d'un tir italien sur l'avion de Chiappe est émise en 1976 par Alain Decaux, à partir des témoignages de Gabriel Puaux, Dunstan Curtis et Jean Dabry. Mais, en pleine période de collaboration avec l'occupant germano-italien, il était politiquement plus utile, pour l'État français, de faire porter la responsabilité de cet « accident » aux Anglais.

### Source et bibliographie
- (en) Cet article est partiellement ou en totalité issu de l’article de Wikipédia en anglais intitulé « Battle of Cape Spartivento » (voir la liste des auteurs).
- Michel Vergé-Franceschi (dir.), Dictionnaire d'Histoire maritime, Paris, éditions Robert Laffont, coll. « Bouquins », 2002, 1508 p. (ISBN 2-221-08751-8 et 2-221-09744-0)
- Guy Le Moing, Les 600 plus grandes batailles navales de l'Histoire, Rennes, Marines Éditions, 2011, 620 p. (ISBN 978-2-35743-077-8)